# Theodor Seitz

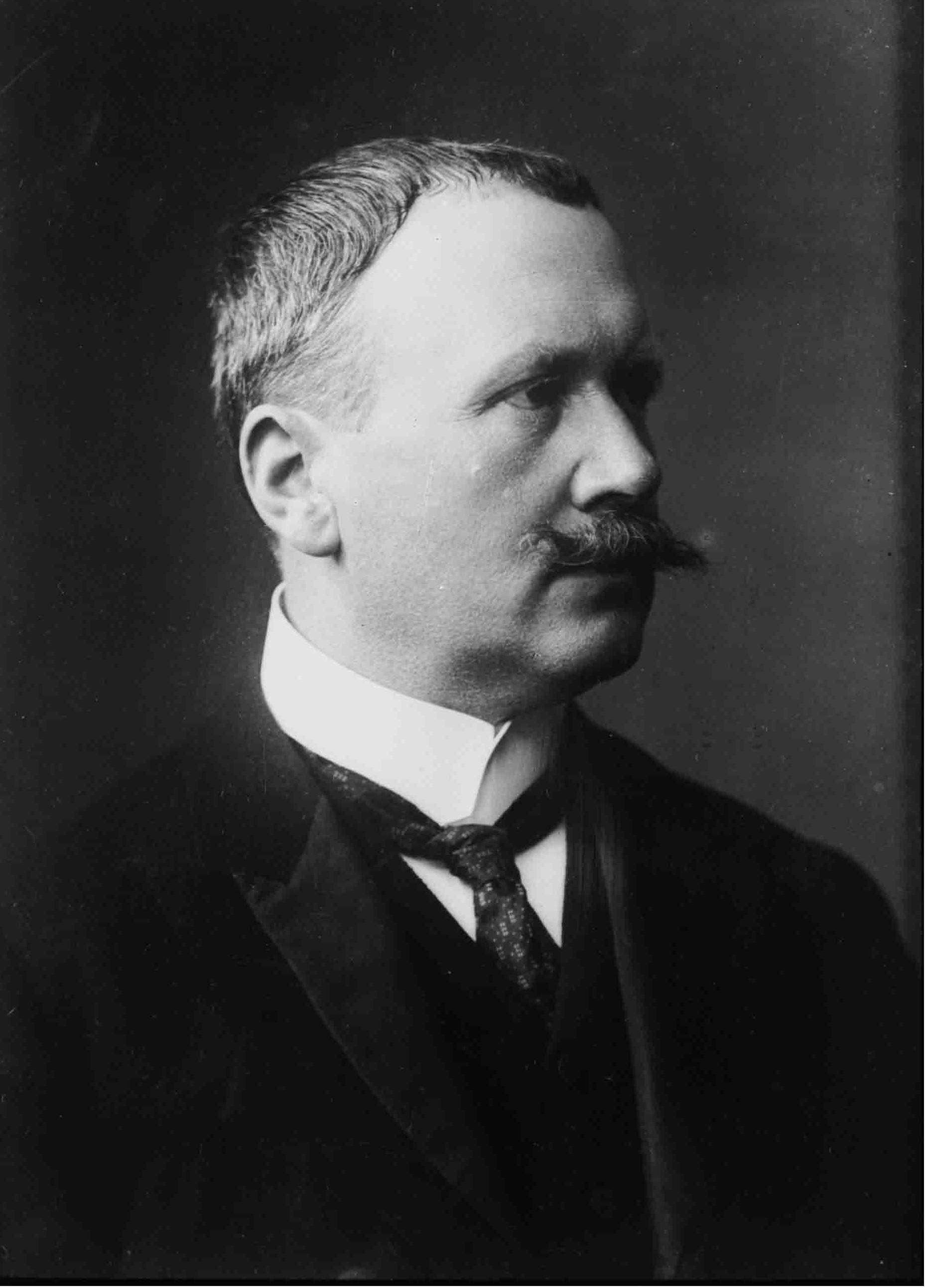
Gouverneur Theodor Seitz

Georg Friedrich Theodor Seitz (* 12. September 1863 in Seckenheim (heute Mannheim), Großherzogtum Baden; † 28. März 1949 ebenda) war Jurist und ein bekannter deutscher Kolonialpolitiker mit Auslandserfahrung (Gouverneur in Kamerun und Deutsch-Südwestafrika).

## Leben
Seine Eltern waren der Bürgermeister von Seckenheim und Kaufmann Jacob Seitz und dessen Ehefrau Susanna Maria Mieg.
Seitz studierte Rechtswissenschaften an der Universität Heidelberg, wo er 1884 Mitglied der schwarzen Verbindung und (seit 1909) Burschenschaft Vineta Heidelberg wurde. Er promovierte zum Dr. jur. Im Jahr 1907 heiratete er in Berlin Hildegard Jähns, eine Tochter des Offiziers und Schriftstellers Max Jähns (1837–1900).

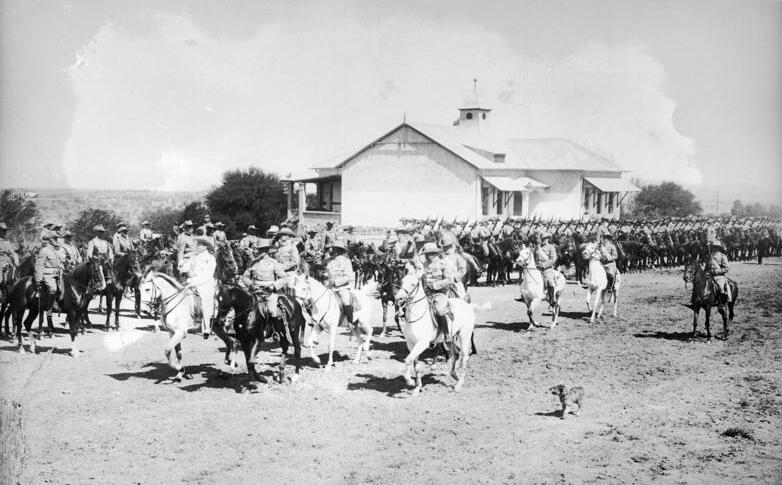
Seitz bei einer Parade in Deutsch-Südwestafrika um 1912

Nach der Berufung in den Auswärtigen Dienst in Berlin im Jahr 1894 wurde Seitz 1895 im Schutzgebiet Kamerun als Kanzler des Gouverneurs und Bezirksamtmann des Bezirks Duala eingesetzt. 1899 kehrte er nach Berlin zurück, um im inneren Dienst der Kolonialabteilung zu arbeiten. Ab dem 9. Mai 1907 war er Gouverneur von Kamerun, ab dem 27. August 1910 Gouverneur von Deutsch-Südwestafrika (heute Namibia) in Windhuk.
Während seiner Amtszeit in Kamerun setzte er eine Steuer durch, die jeden Mann zu 30 Tagen Arbeit pro Jahr verpflichtete. Die Anzahl der Bestrafungen durch körperliche Züchtigung verdoppelte sich während seiner Amtszeit. Er bereitete Umsiedlungsmaßnahmen gegen die Duala vor und ließ letzte große militärische Auseinandersetzungen mit den indigenen Gesellschaften des Südostens (Makaa, Omvang) durchführen. Im Übrigen setzte er die die Pflanzungswirtschaft begünstigende Wirtschaftspolitik seines Vorgängers Jesko von Puttkamer fort und folgte den Vorgaben des Staatssekretärs im Auswärtigen Amt, Bernhard Dernburg, zu einer „rationellen Eingeborenenpolitik“, welche die indigenen Gesellschaften vor der Ausbeutung und Verdrängung durch deutsche Kaufleute in Schutz nahm, zugleich aber auch die Afrikaner als billige Arbeitskräfte für eigene Zwecke (Bahnbau, Gewinnung und Transport von Kautschuk, Plantagenwirtschaft) auszunutzen trachtete. In diesem Zusammenhang geriet er auch in Gegensatz zu den Kaufleuten, insbesondere des Südbezirks (Handelskammer von Kribi).
Die Aufgabe und Seitz als Gouverneur von Südwestafrika konzentrierte sich auf die Absicherung der Herrschaft und die Kontrolle der Bevölkerung, denn die deutsche Kolonialmacht hatte 1904–1908 ihren Herrschaftsanspruch mit der Ermordung, Vertreibung und Enteignung des größten Teils der Bevölkerung und der Verbringung von Tausenden in Straflager durchgesetzt. Mit vereinzelten Aufständen war Seitz trotzdem konfrontiert und reagierte mit Härte. 1911 hielt er die Polizei an, „ihre Schusswaffe stets zum sofortigen Gebrauch bereit zu halten“ und, bei Sicht auf die aufständischen San zu schießen. Auch mit der Durchsetzung der Rassentrennung war Seitz befasst. Eine Verordnung über die „Mischlingsbevölkerung“ legte 1912 fest, dass Kinder mit einem weißen Vater und einer schwarzen Mutter unter dem Namen der Mutter in gesonderte Melderegister einzutragen waren. Die Polizei wurde ermächtigt, die Trennung eines gemischten Paares zu verlangen und auch zu erzwingen.
Mit der Kapitulation der deutschen Truppen und seiner Gefangennahme im Juli 1915 ging dort die deutsche Kolonialherrschaft zu Ende. Kurz zuvor führte Seitz einen Kassenschein als Notgeld, die sogenannten Seitz-Noten, ein. Erst 1919 konnte Seitz mit seinem Stab und den Soldaten nach Deutschland zurückkehren.
Nach dem Ersten Weltkrieg engagierte sich Seitz weiter für deutsche Kolonien in Afrika und versuchte, das Interesse mit revisionistischen Publikationen wachzuhalten. Ab 1920 war er Präsident der Deutschen Kolonialgesellschaft. In dieser Funktion spielte Seitz 1924 eine zentrale Rolle beim Rückerwerb von Plantagen in Kamerun. Gemeinsam mit den ehemaligen deutschen Plantagenbesitzern wurde eine Strategie für die Versteigerung verabredet. Unter größter Verschwiegenheit und mit staatlicher Unterstützung wurde die Fako-Pflanzungen GmbH als gemeinsame Firma gegründet, die als einziger Bieter auftrat, vertreten durch einen unauffälligen englischen Strohmann. Es gelang, „einen Großteil des früheren Pflanzungsbesitz am Kamerunberg zum unerwartet günstigen Preis von 4,2 Mio. Mark zurück zu erwerben“.
1931 stellte Seitz als Ehrenvorsitzender der Deutschen Kolonialgesellschaft fest, dass die Nationalsozialisten „außerordentlich geschickt und rührig vorgingen“. Zu den Kolonien erklärte er: „Auch wir fühlen, wie Adolf Hitler, die brennende Wunde im Osten des Reichs (…) Wir verlangen wie er Rückgabe der alten deutschen Gebiete (…) aber wir halten das Ziel nur für erreichbar durch Heranziehung überseeischer, besonders auch tropischer Gebiete, die uns an Rohstoffen und Genussmitteln im Wesentlichen das bieten, was Mitteleuropa nicht zu produzieren vermag“.

## Schriften
- Vom Aufstieg und Niederbruch deutscher Kolonialmacht. Erinnerungen, 3 Bände, C. F. Müller, Karlsruhe 1927–1929.